# کانال پاندا
کانال پاندا (انگلیسی: Canal Panda) شرکت رسانه‌ای اسپانیایی است، که در سال ۱۹۹۶ تأسیس شد.